# Ricardo J. Alfaro
Ricardo Joaquín Alfaro Jované (Panamá, Colombia, 20 de agosto de 1882 - Panamá, Panamá, 23 de febrero de 1971) fue un estadista, escritor y diplomático panameño. Asumió el cargo en funciones de Presidente de Panamá el 16 de enero de 1931, después del  golpe de estado de Acción Comunal y desempeñó dicho cargo hasta el 5 de junio de 1932.

## Semblanza biográfica
Fue hijo de Luis Ramón Alfaro y Hortensia Jované y nieto del teniente coronel José Alfaro, quien era militar venezolano. Realizó sus primeros estudios en su ciudad natal. En 1898 ganó una beca para estudiar en el Colegio Mayor Fernández Madrid, en donde obtuvo el título de bachiller en 1900. Su intención de estudiar en la Universidad de Cartagena fue cancelada por la Guerra de los Mil Días, de cualquier forma estudió Leyes en su ciudad natal, trabajó como funcionario en la Secretaría de Gobierno y en la Secretaría de Relaciones Exteriores. El 28 de octubre de 1905 contrajo matrimonio en la Catedral de ciudad de Panamá con Amelia Cristina Eugenia Lyons Orillac. En 1908, fue nombrado cónsul general en Barcelona y viaja a esa ciudad en compañía de su esposa Amelia y del primogénito de ambos, Víctor Ricardo Alfaro Lyons. En 1912, se le designa consejero jurídico de la Legación de Panamá en Washington.  
Junto a  Lady Matilde de Obarrio de Mallet en 1917, funda la Cruz Roja Nacional de Panamá, hoy conocida como Cruz Roja Panameña, formando parte del Primer Comité Ejecutivo Nacional y recayó en él la función de ser el primer tesorero de la institución. Obtuvo en 1918, la Medalla de la Cruz Roja Nacional en Primera Clase "Comité Ejecutivo Nacional" y la medalla de la Cruz Roja Nacional de "Miembro Fundador".  Fue condecorado por la "Orden Doña Matilde de Obarrio de Mallet" en 1965, orden que fue creada una vez muriera la fundadora de la entidad en 1964. 
En 1918, obtuvo un doctorado en Derecho y Ciencias Políticas en la Facultad Nacional de Derecho, de la República de Panamá. 
De 1922 a 1930 fue enviado extraordinario de Panamá en Estados Unidos. 
Fue presidente interino de Panamá del 16 de enero de 1931 al 5 de junio de 1932, en calidad de "Primer Designado, Encargado del Poder Ejecutivo". 
De 1933 a 1936 viajó a Estados Unidos en calidad de ministro plenipotenciario, participó activamente en la negociación de acuerdos y tratados entre ambos países. Participó en la Conferencia de las Naciones Unidas sobre Organización Internacional celebrada de abril a junio de 1945. En 1948, participó, además, en la redacción, adopción y traducción al español de la Declaración Universal de los Derechos Humanos por parte de la Asamblea General de las Naciones Unidas.
En 1948, recibió un doctorado honoris causa por parte de la Universidad del Sur de California. Fue nombrado miembro correspondiente de la Academia Mexicana de la Lengua. En 1958, formó parte de la Corte Internacional de Justicia de la La Haya. Fue vicepresidente de la misma hasta 1964. Murió en su ciudad natal el 23 de febrero de 1971.

## La lucha por la soberanía panameña
Fue jefe en los periodos de 1922 – 1930 y de 1933 – 1936 de la primera representación diplomática del país en donde tuvo la difícil tarea de luchar por la soberanía del país en la mesa de  negociaciones para liberar a la nación de la convención canalera de 1903. En las negociaciones de 1925 a 1926 el Departamento de Estado de Estados Unidos se rehusó a discutir la mayoría de los puntos presentados por los comisionados panameños (Ricardo J. Alfaro, Eusebio A. Morales y Eduardo Chiari). Esta discusión el Dr. Alfaro la resumió en su libro inédito “Historia documentada de las negociaciones llevadas a cabo entre Panamá y los Estados Unidos para la concertación del Tratado de 1926”. 
En el periodo de 1934 a 1936 se iniciaron nuevamente negociaciones por la soberanía de Panamá sobre la convención canalera, en estas segundas negociaciones los resultados fueron diferentes a los de las primeras negociaciones obteniendo resultados favorables para Panamá, en estas negociaciones participaron Ricardo J. Alfaro y Narciso Garay, ambos enfrentaron dificultades en la conciliación de los intereses Panameños, pero lograron concertar el tratado de 1936, este dejó asuntos pendientes, pero logró avances importantes para la solución del problema canalero.
Más tarde en 1947 el Dr. Alfaro negociaba sobre las bases como ministro de relaciones exteriores, el mismo se negó a firmar el documento que era rechazado por el pueblo panameño y la Asamblea Nacional, luego en 1955 participó como asesor en la concertación del convenio y en las negociaciones de los proyectos de tratados de 1967.

## Labor en Derechos Humanos
El Dr. Alfaro defendió oralmente la necesidad de adoptar la Declaración de los Derechos Humanos Esenciales, del Instituto de Filadelfia ya que en la Conferencia de San Francisco de 1945 varios Estados latinoamericanos propusieron que se adoptara, con motivo de la constitución de las Naciones Unidas una Declaración de los Derechos del Hombre, y Panamá formuló la propuesta concreta de la declaración que repetía los 18 artículos del documento de Filadelfia. Gracias a los esfuerzos de Ricardo J. Alfaro que ejercía sus funciones de Ministro de Relaciones Exteriores de Panamá en 1945 y sus gestiones personales  se logró incluir el artículo 16 del Documento de Filadelfia.
Consideró que un gran aporte del Dr. Alfaro como internacionalista a la comunidad mundial fue que en los primeros años de funcionamiento de las Naciones Unidas, algunos estados se oponían a que se ventilaran denuncias sobre violaciones a los Derechos Humanos en la Asamblea General ya que consideraban que se trataba de asunto de “competencia interna” y que según el artículo 2, párrafo 7, de la carta “ninguna disposición de esta carta autorizará a las Naciones Unidas a Intervenir en los asuntos que son esencialmente de la jurisdicción interna de los Estados”. Nuestro Dr. Alfaro sostuvo la necesidad de interpretar el Artículo 2, párrafo 7 en el Boletín de las Naciones Unidas, Tomo IV, No. 9, de 10 de mayo de 1949, y sostuvo que uno de los propósitos de las Naciones Unidas era “realizar la cooperación internacional en el desarrollo y estímulo de respecto a los derechos de los hombres y a las libertades fundamentales de todos”. Y es que según García Bauer “Alfaro subrayó que era evidente que las Naciones Unidas tenían competencia para intervenir en aquellos casos de violación de los derechos del hombre, pues de lo contrario las mencionadas disposiciones carecerían de valor”. 
La labor de Ricardo J. Alfaro está documentada en el libro “Los Derechos Humanos y la Organización de los Estados Americanos” escrito por Humberto E. Ricord, este autor hizo un resumen para el diario La Estrella de Panamá en dónde señala en su último párrafo las siguientes líneas “Las intervenciones de Ricardo J. Alfaro en el foro internacional, con relación a la teoría y la práctica de los derechos humanos, integran una página brillante de su actuación de internacionalista destacado. Nunca ha tenido la República de Panamá en este foro una voz más autorizada que la del doctor Alfaro; y nunca se ha colocado a mayor altura el nombre de nuestro país, gracias a la versación erudita de que ha hecho gala en esas instancias el Dr. Alfaro como abogado internacional de los derechos humanos”.

## Aportes al Derecho Civil
El antecedente histórico a la relación entre el Dr. Ricardo J. Alfaro y el Derecho Civil se da porque en 1918 gracias a su iniciativa se crea en la ciudad de Panamá la “Facultad Nacional de Derecho” que constaba con su “Escuela de Derecho y Ciencias Políticas”, considerada como su obra más valiosa para la patria, fue aquí donde el Dr. Alfaro impartió las clases de Derecho Civil y en dónde profundizó en esta rama del Derecho.
En 1918 publicó un trabajo titulado “El Divorcio” que era el tema de actualidad para la época.
El Dr. Alfaro no solo se dio a conocer como un civilista en Panamá, sino que sus aportes también se vieron en las legislaciones de otros países ya que en 1920 el Instituto Nacional realizó un concurso en dónde este participó y triunfó con un ensayo sobre el “Fideicomiso” en el cual desarrolla esta institución y “la necesidad y conciencia de introducir en la legislación de los pueblos latinos una institución civil nueva semejante al trust del Derecho inglés” el que finalizaba con un proyecto de ley que más tarde se logró ser la Ley 9 del 6 de enero de 1925, en 1941 esta ley fue ratificada con leves modificaciones por la Asamblea Nacional y pasa a ser la Ley 17 de 20 de febrero de 1941.
Al tratarse de una materia nueva, Ricardo J. Alfaro se encarga de darla a conocer en foros internacionales y así capacitar a los juristas internacionales que no tenían dominio sobre esta materia. Estas conferencias se dieron alrededor de 1924 en donde parte de ellos aceptaban la ley de Alfaro mientras que otros refutaban sus teorías, pero a pesar de las críticas algunos de los países que agregaron esta institución a su legislación fueron: México, Puerto Rico y Venezuela. 
Para 1964 Alfaro escribe “Las Tres Figuras del Fideicomiso” para hacer aclaraciones en las partes donde el consideró que era necesario prestarle atención y a la vez “salirle al paso a las críticas que se hacían a su ley” como lo menciona Dulio Arrollo.
Entre sus aportaciones al Derecho Civil están:
- Proyecto de Ley: “Venta de Bienes Muebles a Plazo con Reserva de Domino”
- Trabajo: “La Venta con Reserva de Dominio”
- Análisis: “Las Reglas Generales del Derecho”; “Observaciones Acerca del Artículo 33 del Código Civil”
- Escritos en la revista Cuadernos: “La Doctrina de los Actos Propios”.[3]